# کفر عمیم، ادلب
کفر عمیم (به عربی: کفر عمیم) یک روستا در سوریه است که در ناحیه سراقب واقع شده‌است. کفر عمیم ۳٬۶۴۵ نفر جمعیت دارد.